# Lorcasérine
La lorcasérine, vendue sous le nom de Belviq aux États-Unis, est un médicament anorexigène par voie orale. Ce traitement n'a pas d'autorisation de mise sur le marché dans l'Union Européenne.

## Mode d'action
Il s'agit d'un agoniste des récepteurs sérotoninergiques de type 5HT-2c, sans action sur le récepteur 5HT-2b, ce dernier étant responsable de certains effets secondaires comme l'hypertension artérielle pulmonaire. Elle se distingue ainsi de la fenfluramine. Elle agit par une baisse des apports alimentaires, sans augmentation de la dépense énergétique.

## Pharmacologie
La molécule est métabolisée par le foie, ses métabolites étant excrétés par le rein.

## Efficacité
À un an, la moitié des patients sous lorcasérine ont perdu plus de 5 % de leur poids, et ce, de manière dose dépendante. Elle permet l'amélioration des paramètres glycémiques chez le diabétique de type 2 et diminue le risque de survenue d'un diabète. Le taux d'abandon du traitement reste notable et il n'existe aucune donnée sur le risque cardio-vasculaire.

## Effets secondaires
Les effets secondaires les plus fréquents sont les maux de tête, les douleurs de dos, les pharyngites et les nausées.
Il ne semble pas exister d'atteinte cardiaque, en particulier valvulaire (contrairement à la fenfluramine et au benfluorex).
Il a un risque cancérogène chez les animaux mais qui n'a pas été mis en évidence chez l'être humain.
Le 13 février 2020 l'agence américaine des médicaments (FDA) a demandé au laboratoire fabricant le  BELVIQ et le BELVIQ XR (forme à libération retardée) de renoncer volontairement à la vente sur le marché des États-Unis, de ces deux spécialités pharmaceutiques. Cette demande était fondée sur le résultat d'une étude tendant à prouver que les personnes prenant ces médicaments présentaient un risque augmenté d'apparition de cancer. Il s'agissait essentiellement de cancer du pancréas et du colon. Le laboratoire Eisai s'est soumis à la demande de la FDA. L'étude CAMELLIA-TIMI 61 . qui s'est déroulée de 2014 à 2018 visaient essentiellement à mettre en évidence des effets indésirables de type cardiovasculaire (c'est cet effet indésirable qui avait conduit au retrait de sibutramine aux États-Unis et de Médiator en France.) Cette étude qui a inclus 12 000 malades ne visait pas la pathologie cancéreuse et l'augmentation de l'apparition de certains cancers a été une observation accidentelle. Toutefois la conception de l'étude ne permet pas d'affirmer statistiquement cette augmentation. Cependant la FDA a considéré que le rapport bénéfice risque n'était pas en faveur du traitement de l'obésité par lorcaserine  .

## Place dans la stratégie thérapeutique
Aucun médicament en 2014 n'a une balance bénéfice risques favorable dans cette indication.Le traitement de l'obésité repose sur des mesures diététiques et l'exercice physique.
Selon la revue Prescrire, ce traitement n'a aucun avantage évident mais a des inconvénients possibles ou certains.